# Valere Billen
Valère Billen (23 de noviembre de 1952) es un entrenador y exfutbolista belga.

## Carrera

### Como jugador
- 1969-1983 KVK Tienen

### Como entrenador
- 1983-1985 Dries-Linter (entrenador asistente)
- 1985-1987 Alken (entrenador asistente)
- 1987-1989 Lummen
- 1989-1991 Begijnendijk
- 1991-1993 Houtem VV
- 1993-1996 KVK Tienen
- 1996-1997 KV Mechelen
- 1997-2000 KV Mechelen (entrenador asistente)
- 2000-2001 KV Mechelen
- 2001-2002 FC Satellite Abidjan
- 2002-2004 KVO Aarschot
- 2005 KTH Diest
- 2005-2005 Sporting Lokeren
- 2005-2006 Újpest FC (entrenador asistente)
- 2006 Újpest FC
- 2007 Sint-Truidense VV
- 2007-2008 Sint-Truidense VV
- 2008 KSK Tongeren
- 2008-2009 KFC Dessel Sport
- 2009-2011 Germinal Beerschot
- 2011-2011 KVK Tienen
- 2012-2013 Selección de fútbol de Suazilandia
- 2014-2016 KFC Duffel
- 2016 KVK Tienen